# Рэнкин, Энди
Э́ндрю Джо́рдж Рэ́нкин (англ. Andrew George Rankin; 11 мая 1944, Бутл, Мерсисайд — 21 августа 2023) — английский футболист, играл на позиции вратаря.

## Биография

### Игровая карьера
Рэнкин был воспитанником «Эвертона» и дебютировал за эту команду в ноябре 1963 года в матче против «Ноттингем Форест» (2:2). В составе «ирисок» он отыграл 8 сезонов, но был резервным вратарём, поскольку основным голкипером был Гордон Уэст, который оставался им на протяжении многих сезонов. В составе «Эвертона» он стал чемпионом страны в 1970 году, выиграл Кубок Англии 1966 года и два Суперкубка Англии.
Летом 1971 года перешёл в «Уотфорд», за который сыграл 329 матчей в низших английских дивизионах. В составе этого клуба в 1973 и 1975 годах он дважды признавался «Игроком сезона по версии Уотфорда», несмотря на то, что в те сезоны клуб по итогам сезона вылетал в более низкий дивизион.
Его последним клубом в карьере стал «Хаддерсфилд Таун», в котором он отыграл два сезона и завершил карьеру.

### Смерть
Скончался 21 августа 2023 года в возрасте 79 лет.

## Достижения
«Эвертон»
- Чемпион Англии (1): 1969/70
- Обладатель Кубка Англии (1): 1966
- Обладатель Суперкубка Англии (2): 1963, 1970